# Горево (Ковернинський район, біля присілка Єрмилово)
Горево (рос. Горево) — присілок в Ковернинському районі Нижньогородської області Російської Федерації.
Населення становить 4 особи. Входить до складу муніципального утворення Хохломська сільрада.

## Історія
Від 2009 року входить до складу муніципального утворення Хохломська сільрада.

## Населення
1. Н/Д[2]